# Семерово
Семерово (словац. Semerovo) — село, громада округу Нове Замки, Нітранський край. Кадастрова площа громади — 23.41 км². Протікає Брановський потік.
Населення 1379 осіб (станом на 31 грудня 2019 року).

## Історія
Семерово згадується 1210 року.

## Населення
| Рік:            | 1994. | 2004.   | 2014.   | 2024.   |
| --------------- | ----- | ------- | ------- | ------- |
| Кількість осіб: | 1247  | 1365    | 1430    | 1309    |
| Різниця:        |       | +9,46 % | +4,76 % | -8,46 % |

| Рік:            | 2023. | 2024.   |
| --------------- | ----- | ------- |
| Кількість осіб: | 1318  | 1309    |
| Різниця:        |       | -0,68 % |